# Abel Tasman

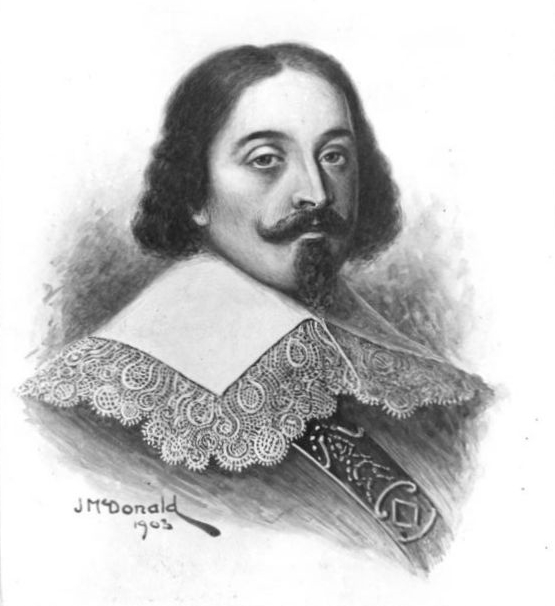
Chân dung Tasman do J. M. Donald vẽ (1903)

Abel Janszoon Tasman (sinh 1603; mất 10 tháng 10 năm 1659), là nhà hàng hải, nhà thám hiểm và nhà buôn người Hà Lan.
Ông nổi tiếng với những chuyến đi vào các năm 1642 và 1644 dưới sự hỗ trợ của Công ty Đông Ấn Hà Lan (viết tắt là VOC). Ông được coi là người châu Âu đầu tiên thực hiện các chuyến thám hiểm tới vùng đất Van Diemen (nay là Tasmania) và New Zealand và quan sát thấy quần đảo Fiji vào năm 1643. Tasman cùng với nhà hàng hải Visscher và nhà buôn Gilsemans đã vẽ được bản đồ phần lớn Úc, New Zealand và các đảo trên Thái Bình Dương.

## Thời trẻ
Tasman sinh năm 1603 tại Lutjegast, một làng thuộc tỉnh Groningen, Hà Lan. Năm 1631, sau khi goá vợ, ông sống tại Amsterdam và cưới Jannetjie Tjaers. Một thời gian ngắn sau ông làm cho Công ty Đông Ấn Hà Lan và năm 1634 làm thuyền phó một con tàu buôn từ Batavia (nay là Jakarta) tới Moluccas. Tháng 7 năm đó ông được bổ nhiệm làm thuyền trưởng một con tàu nhỏ tên là Mocha. Ông về thăm Hà Lan vào năm 1637 và trở lại Batavia cùng với vợ vào tháng 10 năm 1638.

## Chuyến đi Thái Bình Dương đầu tiên

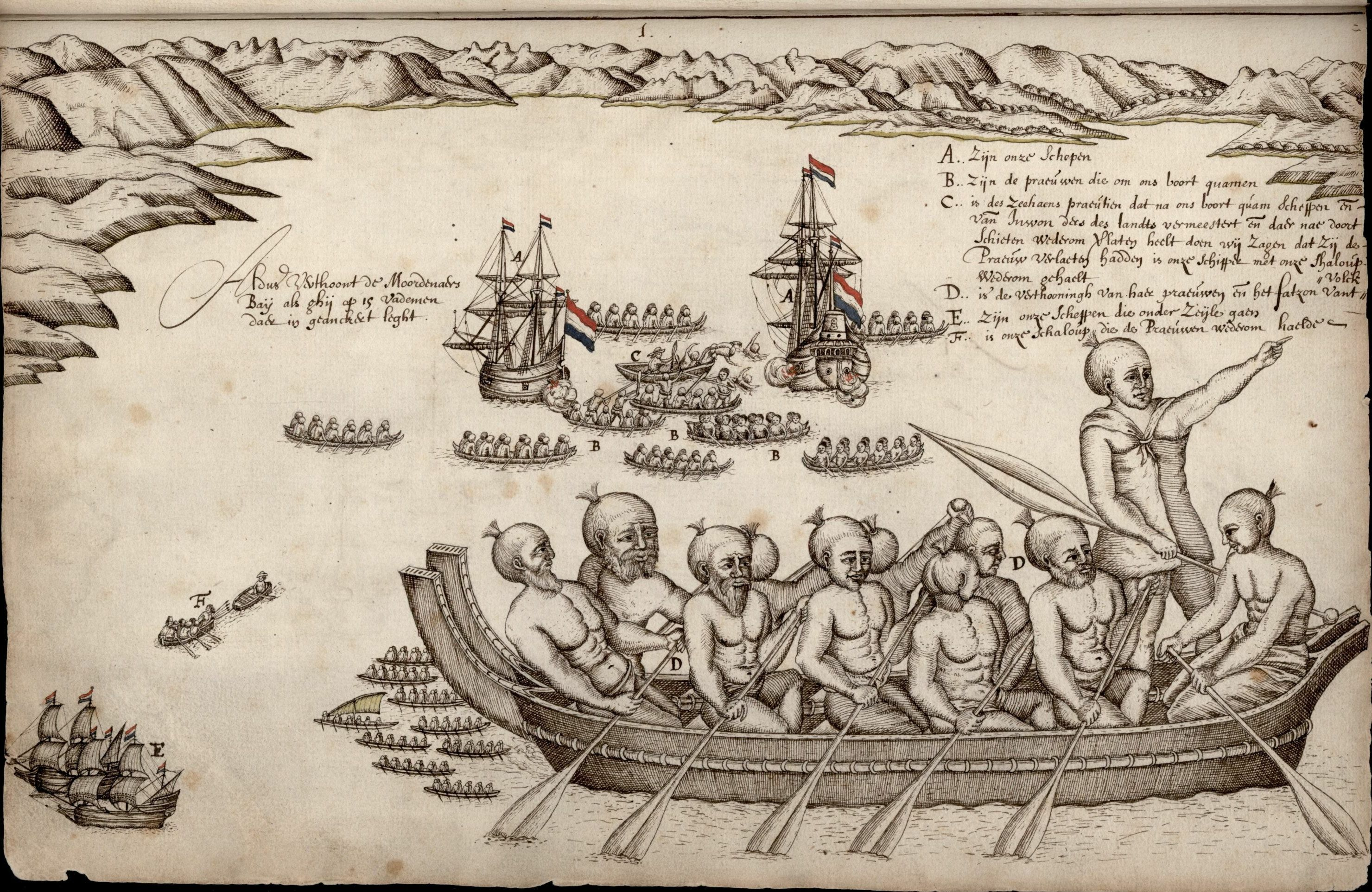
"Vịnh Sát nhân", 1642

Năm 1634 Tasman được bổ nhiệm là người chỉ huy phó trong chuyến thám hiểm vùng bắc Thái Bình Dương. Đội thuyền gồm hai chiếc: Heemskerck và Zeehaen. Sau nhiều cam go đoàn thám hiểm đến được Formosa (nay là Đài Loan) vào tháng 11, với 40 thủy thủ trong thủy thủ đoàn 90 người chết. Những chuyến đi tiếp theo tới Nhật Bản vào các năm 1640 và 1641 và tới Palembang miền nam của Sumatra vào năm 1642. Ông đã có được mối quan hệ buôn bán thân thiện với vị sultan ở đó. Tháng 8 năm 1642 Tasman được cử chỉ huy chuyến thám hiểm mang tên "Đất phương Nam bí ẩn". Chuyến đi này dự định đi đến nam Thái Bình Dương, nhưng đã không đến được ngay. Tasman đã đến Mauritius trước tiên, một điều khá kì lạ với chúng ta ngày nay. Nguyên nhân do các thuyền của Tasman là thuyền buồm và con đường tốt nhất từ nơi này tới nơi khác trên biển thường không phải là theo đường thẳng. Một nguyên nhân quan trọng hơn là hướng gió. Tasman có kiến thức về các hướng gió chính và do đó ông đã chọn Mauritius là nơi chuyển hướng cho chuyến đi. Từ đây đoàn đi theo một lộ trình được định sẵn và dự định tới bờ biển phía nam của Úc. (Người Hà Lan đã biết đến bờ biển phía tây của lục địa này, nhưng chưa biết hình dạng bờ phía nam.)

### Tasmania
Vào ngày 24 tháng 11 năm 1642 Tasman quan sát thấy bờ biển phía tây của Tasmania gần với cảng Macquarie. Ông đặt tên cho nơi đây là Vùng đất Van Diemen (mang tên của Anthony van Diemen, thống đốc vùng Đông Ấn Hà Lan bấy giờ). Đi lần theo hướng nam ông đến được cực nam của Tasmania và quay lên vùng đông bắc cho đến Mũi Frederick Hendrick tại bán đảo Forestier. Đoàn không cập bờ được do biển động, nhưng một thợ mộc đã bơi được vào bờ và cắm cờ trên đất liền. Tasman đã đặt được chủ quyền (của Hà Lan) với vùng đất vào ngày 3 tháng 12 năm 1642.

### New Zealand

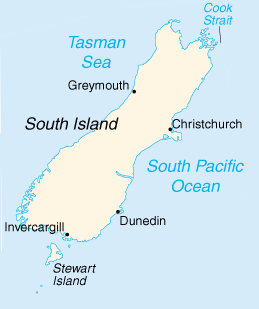
Đảo Nam, New Zealand

Tasman có ý định đi tiếp lên hướng bắc, nhưng vì ảnh hưởng của gió nên phải chuyển sang hướng đông. Vào ngày 13 tháng 12 đoàn thám hiểm trông thấy vùng đất ở bờ biển phía tây bắc của đảo Nam, một trong hai đảo chính của New Zealand. Sau vài thăm dò ban đầu ông neo thuyền lại bờ phía đông, và chín ngày sau là người châu Âu đầu tiên nhìn thấy New Zealand, mà ông đặt tên là Staten Landt vì tưởng rằng nó nối với đảo Staten ở Argentina tại phía nam của Nam Mỹ. Một con thuyền trong đoàn khi tiến lên hướng bắc và đông đã đụng độ với người Māori và bốn thủy thủ đã bị giết. Tài liệu gần đây cho thấy một số thủy thủ đã cập bờ vào ngày 18 tháng 12 năm 1642. Tasman đặt tên cho nơi này là "Vịnh Sát nhân" (tiếng Hà Lan: Moordenaarsbaai, ngày nay là Vịnh Golden) và tiếp tục tiến về phía bắc, nhưng nhầm eo biển Cook là một cái vịnh (đặt tên là "vịnh Zeehaen"). Hai cái tên mà ông đặt cho các địa danh tại New Zealand nay vẫn còn tồn tại: Mũi Maria van Diemen và quần đảo Ba vua.

### Chuyến quay về

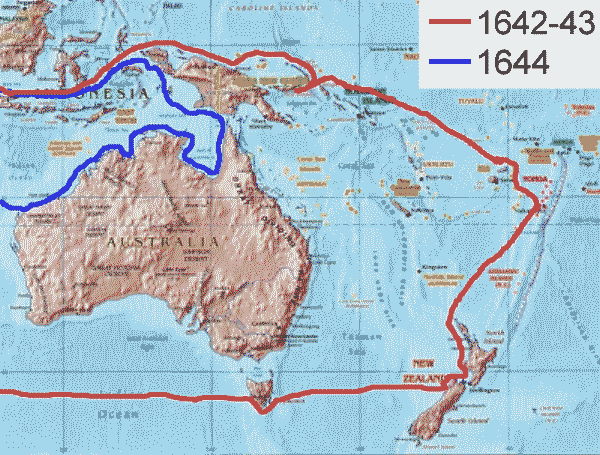
Hải trình của Tasman

Trên đường quay về Batavia, Tasman đi ngang qua quần đảo Tonga vào ngày 21 tháng 1 năm 1643. Khi qua quần đảo Fiji tàu của Tasman suýt bị chìm khi va phải dải san hô tại phía đông bắc của Fiji. Ông đã vẽ lên bản đồ phần phía đông của Vanua Levu và Cikobia trước khi tiếp tục trở về. Cuối cùng ông đến tây bắc New Guinea và trở về Batavia vào ngày 15 tháng 6 năm 1643.

## Chuyến đi Thái Bình Dương thứ hai
Với ba chiếc tàu Limmen, Zeemeeuw và tàu tiếp nhiên liệu Braek, năm 1644, ông thực hiện chuyến đi dọc theo bờ đông nam của đảo New Guinea. Ông không đi qua eo biển Torres nằm giữa New Guinea và Úc mà đi dọc theo bờ biển của Úc. Ông vẽ bản đồ phần bờ biển phía bắc của Úc.
Công ty Đông Ấn Hà Lan không đánh giá cao những khám phá của Tasman. Ông không tìm được những vùng đất giàu tiềm năng về thương mại, cũng như không tìm thấy một tuyến đường biển hữu ích. Trong vòng một thế kỉ, cho đến thời đại của James Cook, người châu Âu không tới Tasmania và New Zealand. Thỉnh thoảng có người đến Úc, nhưng phần lớn là do tai nạn.

## Những năm cuối đời

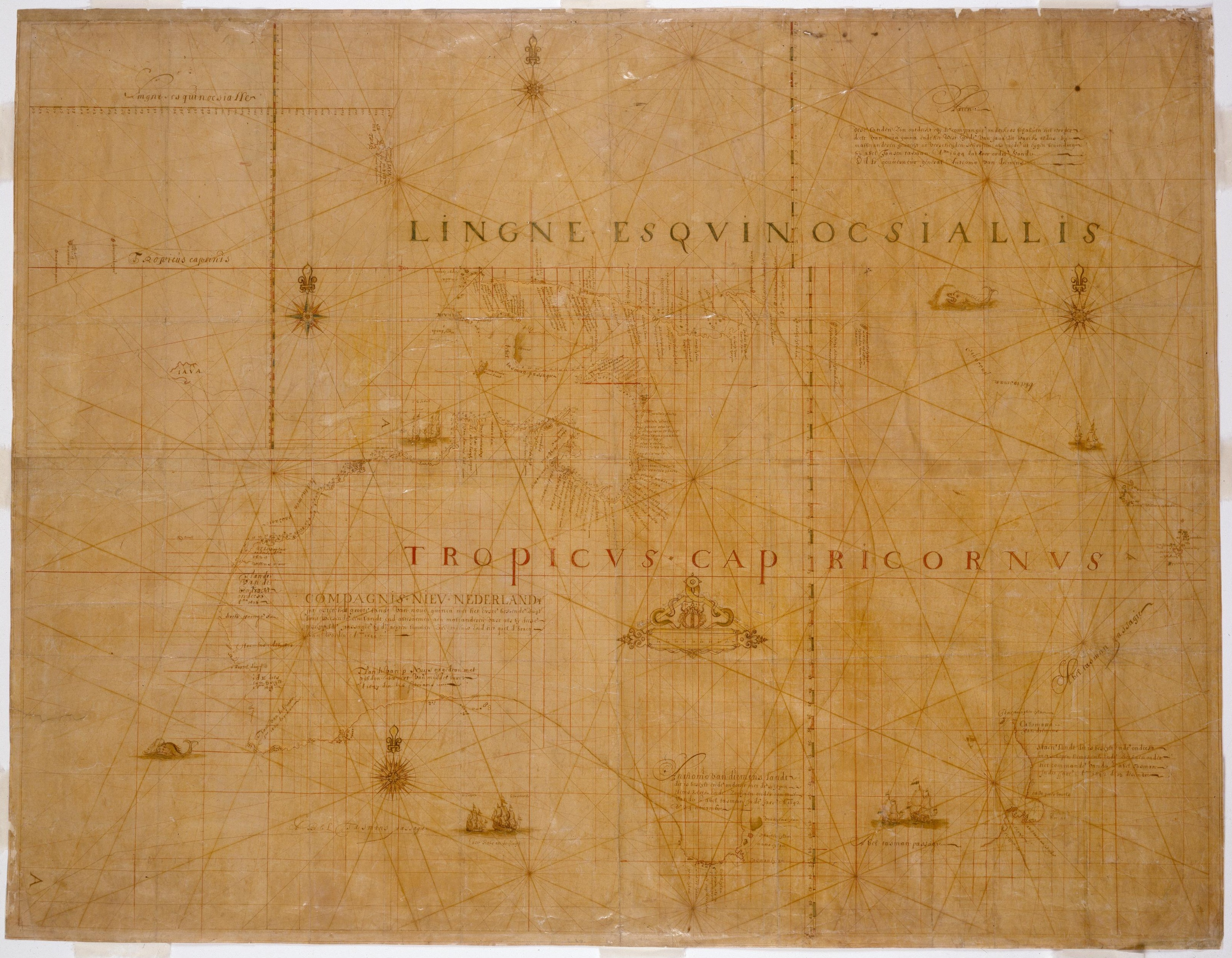
Bản đồ của Abel Tasman năm 1644, còn được gọi là bản đồ Bonaparte Tasman. Bản đồ này nằm trong bộ sưu tập của thư viện bang New South Wales, Úc.

Vào ngày 2 tháng 11 năm 1644 Abel Tasman được bổ nhiệm là thành viên của hội đồng tư pháp ở Batavia. Ông tới Sumatra vào năm 1646, và tháng 8 năm 1647 đến Xiêm (nay là Thái Lan), đem theo lá thư của công ty gửi cho vua Xiêm. Vào tháng 5 năm 1648 ông được giao trọng trách tới Manila để ngăn chặn và cướp đoàn thuyền chở bạc của Tây Ban Nha từ Mỹ đến, nhưng không thành công. Ông quay trở lại Batavia vào tháng 1 năm 1649. Tháng 11 năm 1649 ông bị kết tội đã treo cổ một thủy thủ dưới quyền trong quá khứ mà không có bằng chứng, do vậy bị cách chức và phải trả tiền đền bù cho họ hàng anh ta. Ngày 5 tháng 1 năm 1651 ông được chính thức phục chức và sông những năm cuối đời tại Batavia. Ông sống sung túc, là một trong các chủ đất lớn nhất trong vùng. Ông mất tại Batavia vào tháng 10 năm 1659, để lại vợ sau và con gái của vợ trước. Những phát hiện của ông là quan trọng nhất nhưng không có kết quả gì trong hơn 100 năm.

## Những địa danh mang tên ông
Như nhiều nhà thám hiểm khác, tên của Tasman được đặt cho nhiều địa danh:
- Đảo Tasmania, trên đó có
  - Bán đảo Tasman
  - Cầu Tasman
  - Xa lộ Tasman
  - Phà Abel Tasman
- Biển Tasman
- Tại New Zealand:
  - Sông băng Tasman
  - Sông Tasman
  - Núi Tasman
  - Công viên quốc gia Abel Tasman
  - Vịnh Tasman
  - Quận Tasman